# Cnemidocarpa bathyphila
Cnemidocarpa bathyphila är en sjöpungsart som beskrevs av C.S. Millar 1955. Cnemidocarpa bathyphila ingår i släktet Cnemidocarpa och familjen Styelidae. Inga underarter finns listade i Catalogue of Life.